# Canton de Saint-Pois
Le canton de Saint-Pois est une ancienne division administrative française, située dans le département de la Manche et la région Basse-Normandie.

## Histoire
De 1833 à 1848, les cantons de Saint-Pois et de Sourdeval avaient le même conseiller général. Le nombre de conseillers généraux était limité à trente par département.

## Représentation

### Conseillers d'arrondissement (de 1833 à 1940)
Le canton de Saint-Pois appartenait à l'arrondissement de Mortain jusqu'à sa disparition en 1926.
| Période                                  | Période      | Identité                                                | Étiquette | Qualité |
| ---------------------------------------- | ------------ | ------------------------------------------------------- | --------- | --- |
| 1833                                     | 1842         | Jacques Jean Le Mardeley                                |           | Maire du Mesnil-Gilbert                                                                                     |
| 1842                                     | 1848 (décès) | Louis Eugène Beuves d'Auray de Saint-Pois (1761-1848)   |           | Officier au régiment Royal-Pologne cavalerie, propriétaire à Saint-Pois                                     |
|                                          |              |                                                         |           | |
| 1913                                     |              | Maurice Marie François Gaultier de Carville (1859-1950) |           | Propriétaire du château, maire de Boisyvon                                                                  |
|                                          |              |                                                         |           | |
|                                          | 1940         | Ernest Gaultier de Carville (1890-1957)                 |           | Maire de Boisyvon                                                                                           |
| 1940                                     |              |                                                         |           | Les conseils d'arrondissement ont été suspendus par la loi du 12 octobre 1940 et n'ont jamais été réactivés |
| Les données manquantes sont à compléter. |              |                                                         |           | |

### Conseillers généraux de 1833 à 2015
| Période | Période      | Identité                                                | Étiquette       | Qualité |
| ------- | ------------ | ------------------------------------------------------- | --------------- | --- |
| 1833    | 1848         | Julien Noël                                             |                 | Avocat, puis sous-préfet de Mortain |
| 1848    | 1867 (décès) | Comte Raimond d'Auray marquis de Saint-Pois (1804-1867) | Droite          | Propriétaire, maire de Saint-Pois |
| 1867    | 1870         | Guy Laurent                                             |                 | Notaire à Juvigny-le-Tertre puis juge de paix à Saint-Pois |
| 1871    | 1889         | Comte Louis d'Auray marquis de Saint-Pois (1833-1911)   | Droite          | Maire de Saint-Pois |
| 1889    | 1901         | Alexandre Bidois                                        | Républicain     | Juge de paix |
| 1901    | 1928         | Gustave Datin                                           | Républicain     | Notaire, maire de Saint-Pois |
| 1928    | 1937         | André Piquois                                           | RG              | Notaire |
| 1937    | 1940         | Jean Lucq                                               | URD             | Médecin à Saint-Pois, nommé conseiller départemental en 1943 |
|         |              |                                                         |                 | |
| 1945    | 1964         | Jean Lucq                                               | DVD             | Médecin à Saint-Pois |
| 1964    | 1982         | Gonzague de Broglie                                     | DVD puis UDF-PR | Maire de Lingeard (1946-1989) |
| 1982    | 1994         | Albert Goujon                                           | UDF             | Trésorier principal des finances, Président de la Société de courses de Bourigny, à Coulouvray-Boisbenâtre                                                                                    |
| 1994    | 2008         | Gérard Chénel                                           | RPR             | Militaire, maire de Lingeard |
| 2008    | 2015         | Philippe Bas                                            | UMP             | Conseiller d'État, secrétaire général de l'Élysée, ministre (2005-2007), vice-président du conseil général, sénateur depuis 2011 Élu en 2015 dans le canton de Villedieu-les-Poêles-Rouffigny |

Le canton participe à l'élection du député de la deuxième circonscription de la Manche, avant et après le redécoupage des circonscriptions pour 2012.

## Composition

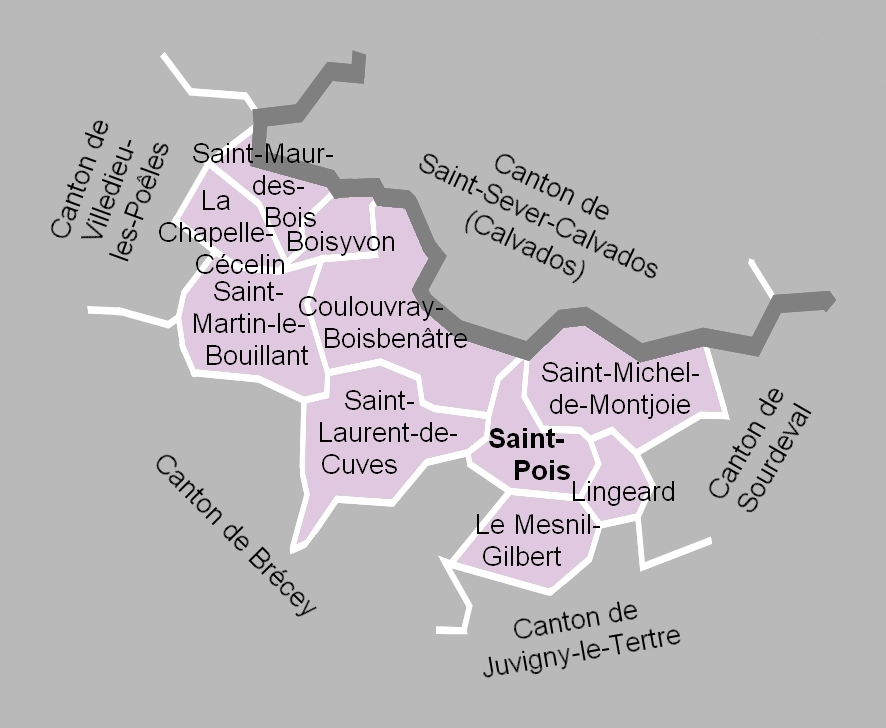
La carte des communes du canton. Les cantons limitrophes étaient ceux de Villedieu-les-Poêles, de Saint-Sever-Calvados, de Sourdeval, de Juvigny-le-Tertre et de Brécey.

Le canton de Saint-Pois comptait 2 835 habitants en 2012 (population municipale) et regroupait dix communes :
- Boisyvon ;
- La Chapelle-Cécelin ;
- Coulouvray-Boisbenâtre ;
- Lingeard ;
- Le Mesnil-Gilbert ;
- Saint-Laurent-de-Cuves ;
- Saint-Martin-le-Bouillant ;
- Saint-Maur-des-Bois ;
- Saint-Michel-de-Montjoie ;
- Saint-Pois.

À la suite du redécoupage des cantons pour 2015, les communes de Lingeard, Le Mesnil-Gilbert, Saint-Laurent-de-Cuves et Saint-Michel-de-Montjoie sont rattachées au canton d'Isigny-le-Buat et les communes de Boisyvon, La Chapelle-Cécelin, Coulouvray-Boisbenâtre, Saint-Martin-le-Bouillant, Saint-Maur-des-Bois et Saint-Pois à celui de Villedieu-les-Poêles.

### Ancienne commune
La commune de Boisbenâtre, absorbée en 1850 par Coulouvray, était la seule commune supprimée, depuis la création des communes sous la Révolution, incluse dans le territoire du canton de Saint-Pois. La commune prend alors le nom de Coulouvray-Boisbenâtre.

## Démographie
| 1962  | 1968  | 1975  | 1982  | 1990  | 1999  | 2006  | 2011  | 2012  |
| ----- | ----- | ----- | ----- | ----- | ----- | ----- | ----- | ----- |
| 4 751 | 4 331 | 3 707 | 3 386 | 3 137 | 2 921 | 2 910 | 2 817 | 2 835 |